# Stato di New York nella guerra di secessione americana

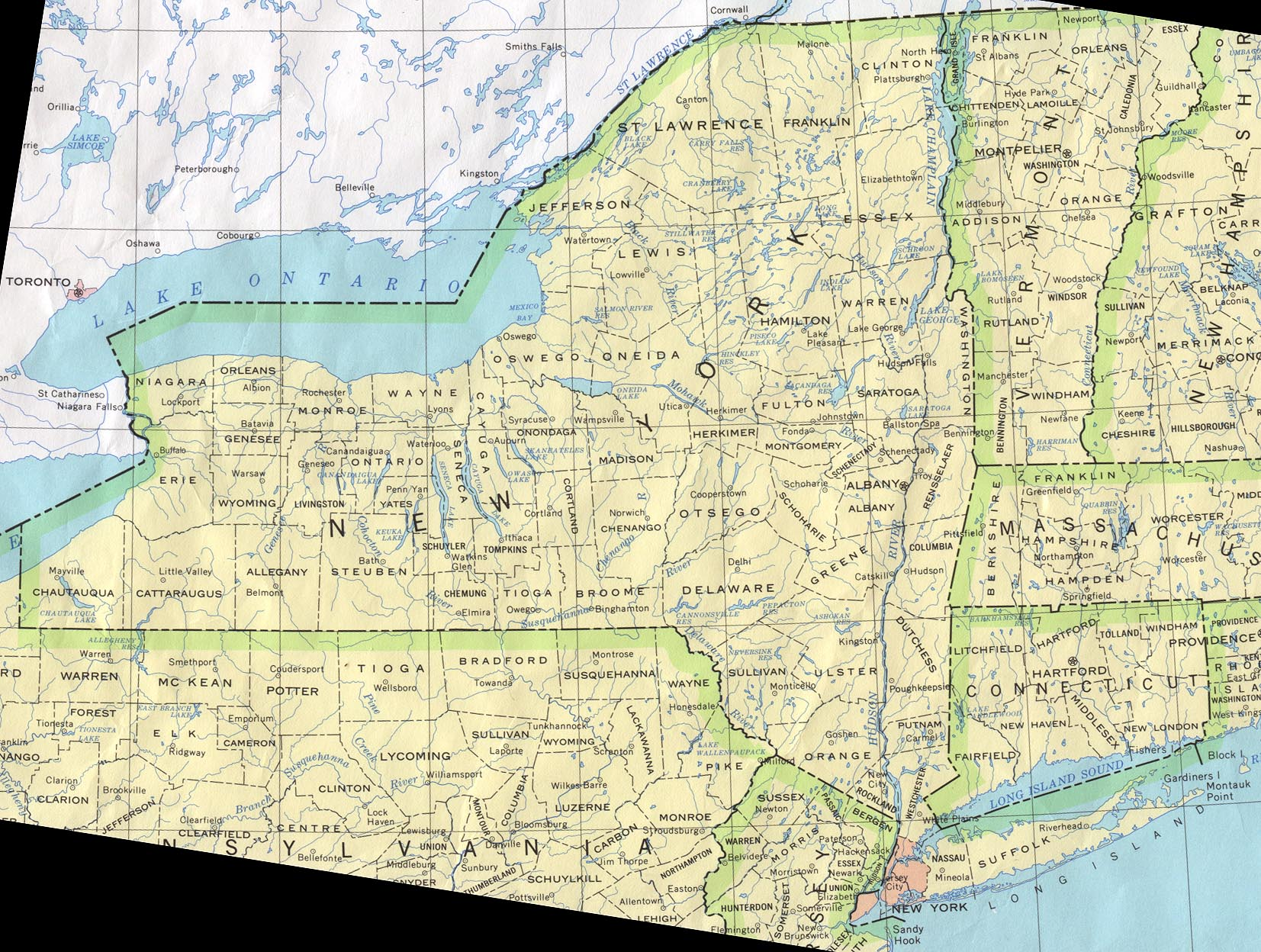
Mappa dello Stato di New York.

Lo Stato di New York nella guerra di secessione americana ebbe una vasta influenza sulla politica nazionale, contribuì ampiamente a dare il proprio contributo nello sforzo bellico a favore dell'Unione e mantenne, grazie ai suoi numerosi quotidiani e periodici, una vasta copertura mediatica del conflitto indirizzando larghe porzioni dell'opinione pubblica.
New York fu lo Stato federato più popoloso durante la guerra civile, tanto da rifornire di truppe l'Union Army più di qualsiasi altro, oltre che a dare diversi comandanti e leader militari significativi.
L'"Empire State" - com'era allora denominato - rimase altresì politicamente diviso, con la presenza ad un certo momento di un significativo movimento facente capo al pacifismo, in particolar modo negli anni tra il 1862-63 e il 1864; ma fu anche una forte base per la raccolta di consensi dei Radical Republicans i quali reclamarono un trattamento che fosse il più duro possibile nei confronti degli "Stati ribelli", favorendone poi la suddivisione in distretti militari nel corso dell'Era della Ricostruzione.
New York fornì un elemento chiave dell'Amministrazione della presidenza di Abraham Lincoln, il Segretario di Stato degli Stati Uniti d'America William H. Seward, oltre a diverse altre voci importanti di Capitol Hill.

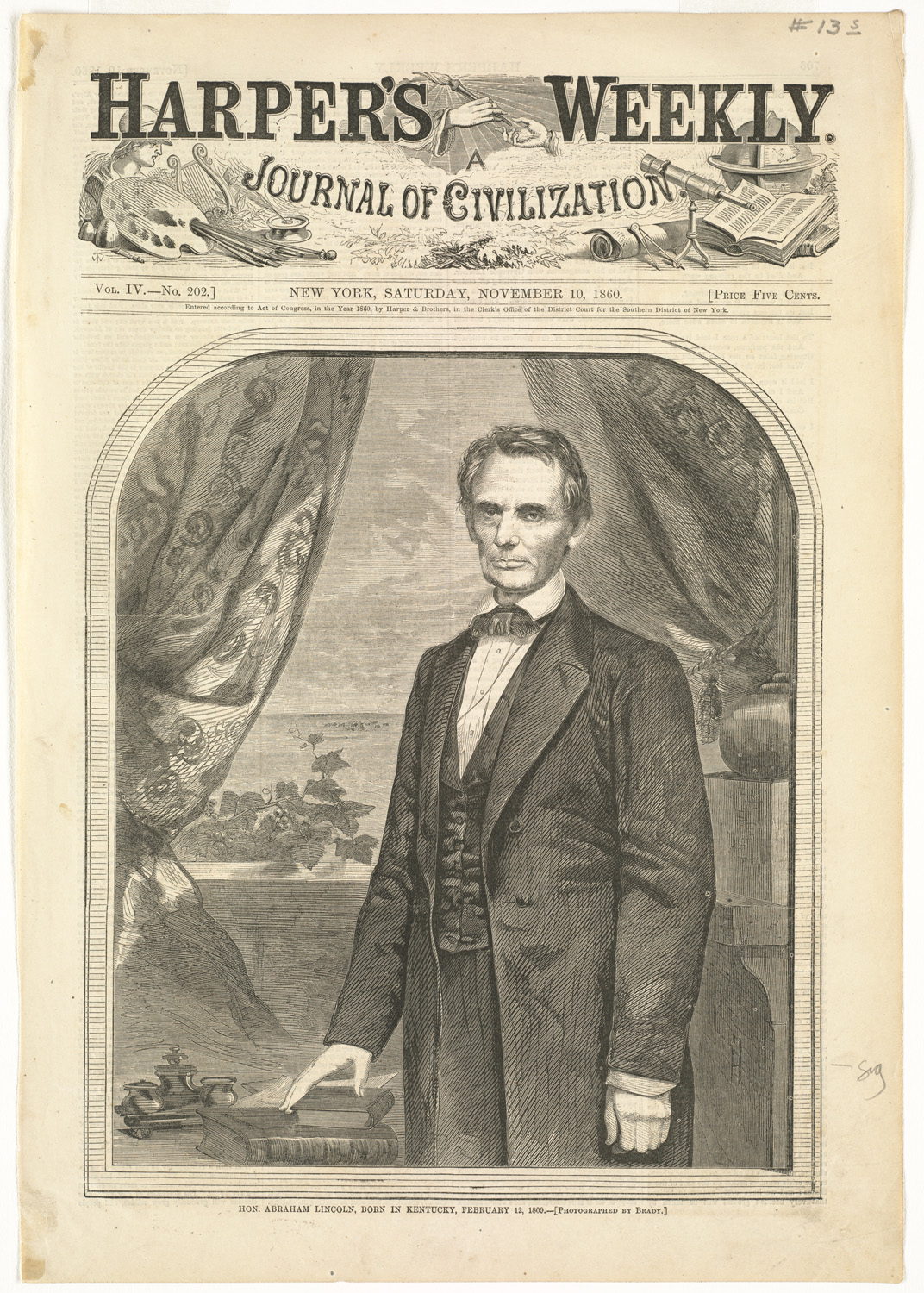
Il frontespizio di Harper's Weekly. A Journal of Civilization con un'illustrazione del presidente eletto degli Stati Uniti d'America Abraham Lincoln opera di Winslow Homer e basata su un ritratto di Mathew B. Brady.

La stampa ed in generale i mass media statali, fortemente concentrati a New York, ebbero la capacità d'influenzare non solamente gli uomini pubblici e l'opinione generale della popolazione sull'andamento e la prosecuzione della situazione di belligeranza contro gli Stati Confederati d'America, ma aiutò anche a formare e a plasmare le scelte e molte delle decisioni intraprese. Tra i periodici più importanti vi furono The New York Times, il New York Tribune, Harper's Weekly, il giornale illustrato di Frank Leslie (il Frank Leslie's Illustrated Newspaper) ed altri.
L'illustratore e vignettista di origini tedesche americane Thomas Nast si rivelerà uno dei primi fumettisti politici operanti a tempo pieno.
Nei decenni immediatamente successivi alla conclusione del conflitto innumerevoli memoriali e monumenti vennero eretti praticamente tutto il territorio statale per commemorare reggimenti, unità militari terrestri, unità militari navali e ufficiali e generali dell'Unione specifici associati allo sforzo bellico. Diversi depositi di documenti, così come svariate società storiche, conservano archivi e collezioni di cimeli e manufatti.

## Reclutamento dei soldati
La regione settentrionale (Upstate) di New York fu tra i leader riconosciuti nelle rivoluzioni produttive in settori quali quello dei trasporti, dell'agricoltura e dell'industria; grandi vie di scorrimento, canali (in particolare il Canale Erie) e lunghe tratte ferroviarie collegarono le città orientali con i mercati occidentali. I suoi terreni agricoli furono tra i più produttivi dell'intera nazione.
Le contee poste tutt'attorno al fiume Genessee divennero collettivamente note come "il granaio dello Stato federale" per la sua elevatissima, per i tempi, produzione. I corsi d'acqua a flusso rapido fornirono l'energia idroelettrica necessaria ai grandi poli industriali. In seguito a tali opportunità economiche in fase di costante crescente espansione, gli immigrati di molte origini differenti (compresi gli afroamericani e molti irlandesi americani, italoamericani, ebrei americani e tedeschi) si riversarono in massa nel territorio statale.
Provenienti da diverse culture, dagli Yankee della Nuova Inghilterra agli olandesi della parte orientale della metropoli agli scozzesi e agli anglofoni della Pennsylvania ed infine dagli immigrati dell'impero britannico.
New York provvide a fornire da 400.000 a 460.000 uomini durante tutto il corso della guerra, quasi il 21% dell'intera popolazione maschile dello Stato e più della metà di quelli sotto i 30 anni d'età. Dell'arruolamento totale più del 30% era di origini straniere, tra cui 20.000 inglesi canadesi, 51.000 irlandesi e 37.000 tedeschi. L'età media fu di 25,7 anni, anche se molti uomini e ragazzi più giovani potrebbero benissimo aver mentito sulla loro effettiva età per poter essere arruolati in qualità di volontari.

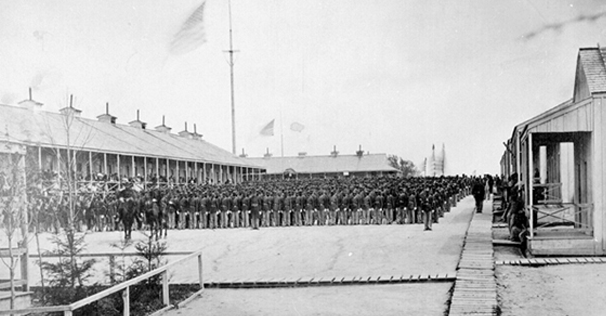
Il 26th Regiment Infantry U.S. Colored Troops in parata militare a Rikers Island. Clicca per ottenere una più alta risoluzione con zoom d'immagine.

Entro la prima metà del 1865 New York aveva fornito 27 reggimenti di cavalleria, 15 di artiglieria, 8 appartenenti al genio militare e ben 248 di fanteria. I registri federali indicano che 4.125 neri liberi provenienti dalle regioni newyorkesi servirono nell'Union Army e 3 reggimenti completi (20th, 26th e 31st) delle United States Colored Troops vennero addestrati, organizzati ed inquadrati all'interno dei confini dello Stato.
Tra le unità più celebri vi fu la Brigata Excelsior del controverso ex membro della Camera dei Rappresentanti Daniel Edgar Sickles. L'italoamericano Francis Barretto Spinola fu il commissario responsabile del porto di New York nel momento in cui esplose la guerra; si unì all'esercito di volontari in un reggimento newyorkese venendo scelto in qualità di ufficiale di complemento, in seguito nominato brigadier generale dei volontari reclutò ed organizzò una brigata di 4 reggimenti conosciuta come la "Spinola's Empire Brigade".
Diversi reggimenti di volontari fecero risalire le proprie origini alle formazioni della New York Guard antebellum dello Stato tra cui il 14th Regiment New York State Militia il quale diverrà noto per i suoi pantaloni color rosso brillante in stile chasseur.

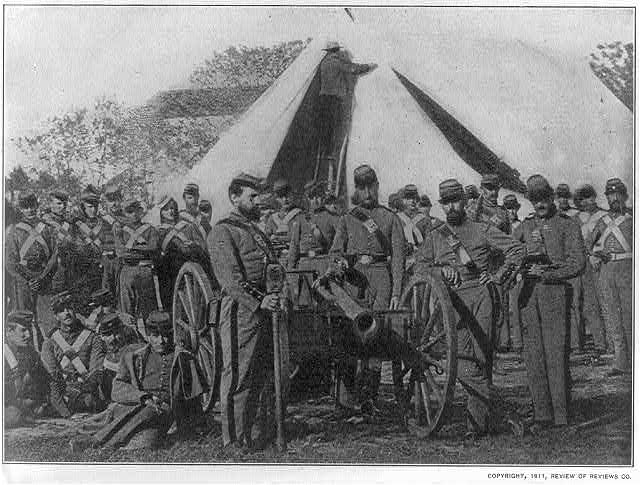
Il 7th Regiment of the New York Militia nel 1861.

La prima unità organizzata a lasciare lo stato per le prime linee del fronte in via di definizione fu il 7th Regiment of the New York Militia, che partì in treno per dirigersi verso Washington il 19 aprile del 1861. La 11th New York Infantry, un reggimento a ferma di 2 anni con nuove reclute partirà 10 giorni dopo. Tra le prime vittime vi fu il colonnello Elmer Ellsworth nativo di Malta (New York), ucciso a maggio durante uno scontro avvenuto ad Alexandria (Virginia).
Inizialmente talune unità militari terrestri indossarono una divisa da bersaglieri con tanto di piuma sul cappello.

## Sostegno allo sforzo bellico
New York svolse a lungo un ruolo di primo piano nelle United States Armed Forces, con l'United States Military Academy di West Point (New York) che rifornì di un numero significativo di ufficiali l'Armata regolare pre-guerra civile. Il porto newyorkese veniva attraversato in tutta la sua lunghezza da diversi avamposti militari, fortezze e guarnigioni; molti degli ufficiali che diverranno protagonisti nel corso del conflitto avevano già trascorso molto del proprio tempo a New York precedentemente all'inizio del 1861.

Il sistema della New York Central Railroad, uno dei maggiori centri di smistamento per le truppe.

Il "MacDougall Hospital" a Fort Schuyler sarebbe divenuto uno dei maggiori centri ospedalieri per i feriti sia civili che militari, mentre la Davids' Island fu uno dei più significativi campi destinati ad ospitare i prigionieri di guerra catturati. Il Railroad bridge di Albany (New York) venne largamente utilizzato dai convogli ferroviari che trasportavano le truppe dal Teatro Orientale al Teatro Occidentale e viceversa.
Diversi ricchi industriali svolsero un ruolo cruciale nel supporto dell'impegno bellico attraverso la produzione di materiali, armi, munizioni, rifornimenti ed equipaggiamenti. L'imprenditore della ferrovia Cornelius Vanderbilt utilizzerà la sua crescente rete del sistema ferroviario per trasportare efficacemente grandi quantità di truppe attraverso lo Stato fino ai luoghi di raccolta, allestimento ed addestramento.
L'Union Navy s'impegnò in contratti e commissioni per la costruzione di navi da battaglia con l'ex membro del Congresso Erastus Corning I, inizialmente per produrre parti e materiali della USS Monitor, la prima nave da guerra corazzata della Marina militare. La "New York Navy Yard" fu un'importante azienda di costruzione e manutenzione con numerosi cantieri navali in attività.

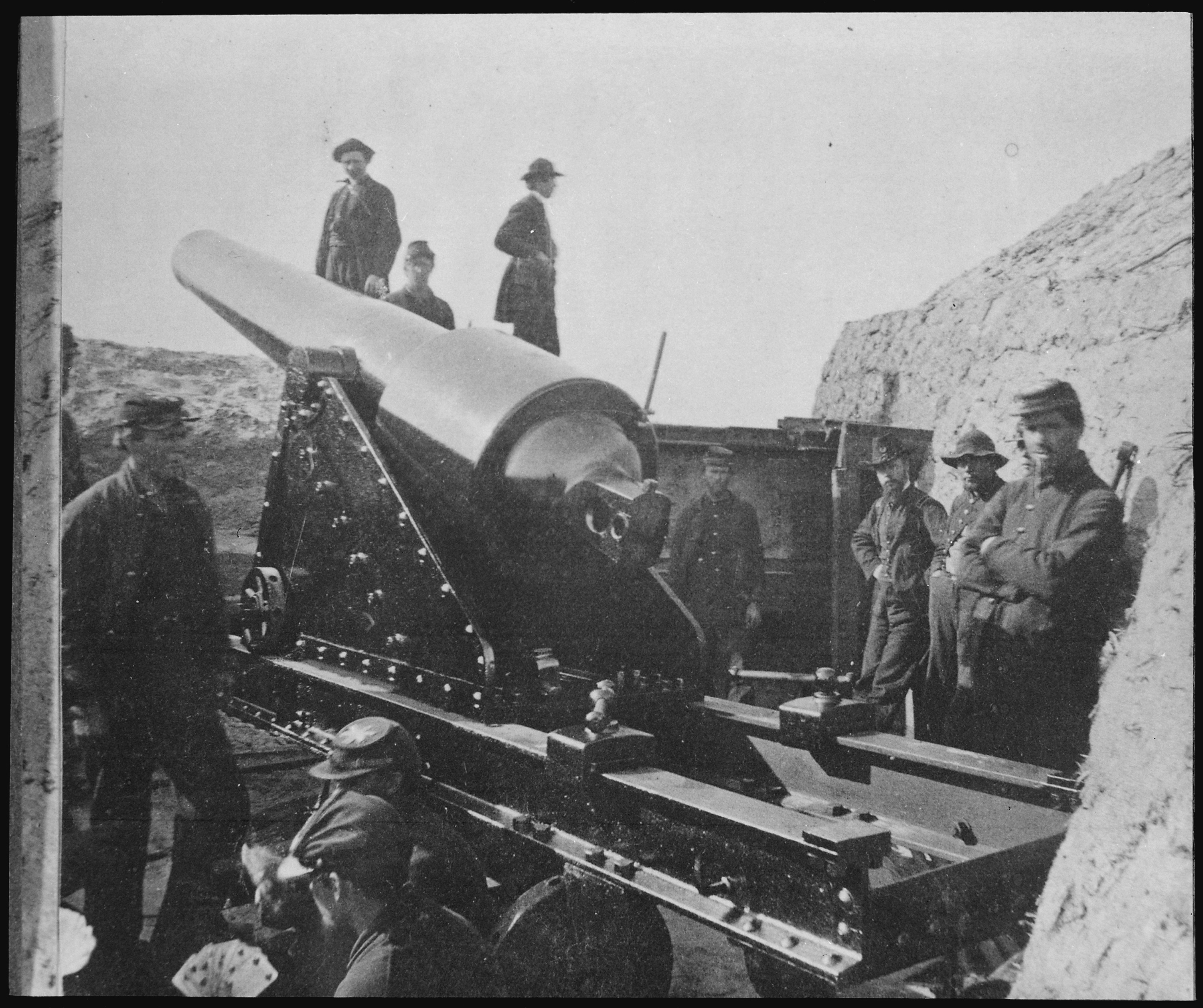
Un cannone dell'artiglieria Parrott da 200 libbre a Morris Island, Charleston Harbor nel 1865.

Robert Parker Parrott assieme a suo fratello Peter produssero quantità significative di pezzi d'artiglieria e munizioni ed il loro fucile ad avancarica e cannone, un'innovativa arma a canna rigata, vennero fabbricati in diverse dimensioni dalla "West Point Foundry" di Cold Spring (New York).
La fonderia Parrott sarà presto in grado di produrre bocche da fuoco fino a 300 libbre, con una gittata di oltre 10 km e con una forza di penetrazione estremamente precisa; uno dei pezzi maggiori giunse a pesare 12 tonnellate, scagliando proiettili di un quintale e mezzo.
La "National Arms Company" di Brooklyn produsse armi da fuoco, comprese grandi quantità di revolver. Altri importanti produttori di armamenti e munizioni saranno il "Watervliet Arsenal" appartenente direttamente al Governo federale e la "Remington Arms Company" a Ilion (New York) di proprietà privata.

## Politica in tempo di guerra
Alle elezioni presidenziali del 1860 362.646 (53.7%) elettori dello Stato scelsero il candidato del Partito Repubblicano Abraham Lincoln; mentre in 312.510 (46,3%) ne sostennero il concorrente, l'esponente di punta del Partito Democratico Stephen A. Douglas.

Roscoe Conkling in una foto di Mathew B. Brady.

I rappresentanti pubblici più potenti di New York svolsero ruoli importanti nel definire le politiche e le procedure nazionali inerenti alla guerra durante tutto il periodo bellico. Roscoe Conkling fu tra i capi principali dei Radical Republicans i quali sostenevano con forza la vigorosa prosecuzione del conflitto.

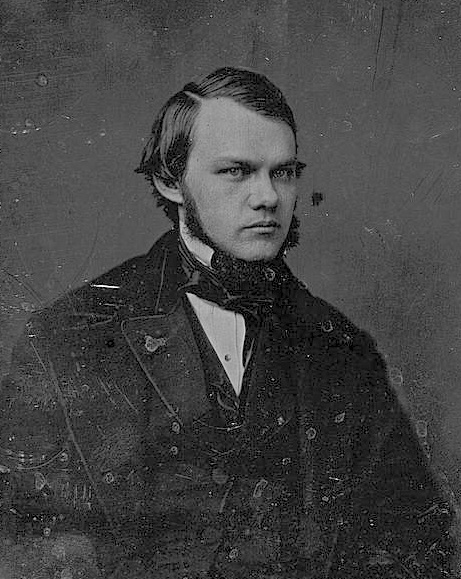
Henry Jarvis Raymond in una foto di Mathew B. Brady.

Essi si opposero con decisione alla corrente politica maggiormente moderata, incluso Henry Jarvis Raymond, un giornalista newyorkese che servì in qualità di presidente del Republican National Committee nel corso della seconda metà del tempo di guerra.
William H. Seward, uno dei membri del Senato più rilevanti ed inizialmente un critico esplicito di Lincoln, diverrà in seguito il Segretario di Stato ed un assai influente componente della Presidenza di Abraham Lincoln.
Al contrario il vivace e pittoresco sindaco di New York Fernando Wood divenne un importante difensore della causa secessionista; sosterrà, ma senza riuscire ad ottenere alcun riscontro apprezzabile alle sue idee, che la città dovesse separarsi dall'Unione in qualità di "entità separata".
Effettivamente la metropoli, e innanzitutto il porto di New York, manteneva cospicui legami economico-finanziari con le terre del profondo Sud; già nel 1820 oltre metà della propria esportazione era derivante dal cotone meridionale ed originariamente le industrie tessili presenti nel territorio urbano furono per lungo tempo specializzate nella sua lavorazione.
Gli innumerevoli immigrati inoltre temevano fortemente che l'eventuale liberazione degli schiavi avrebbe irrimediabilmente comportato una maggiore competizione tra la manodopera disponibile, all'interno di un mercato del lavoro in cui ci si trovava a lottare aspramente per accaparrarsi i posti, anche quelli di più basso livello e peggio retribuiti.

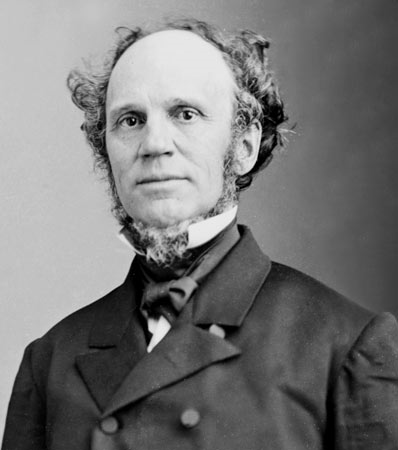
Il Governatore di New York Horatio Seymour.

Con lo scoppio della belligeranza l'ex Governatore di New York Horatio Seymour assunse una posizione assai cauta, ponendosi al centro dello schieramento Democratico; pur supportando lo sforzo bellico ne criticherà la condotta da parte dell'Amministrazione presidenziale Repubblicana.
Egli si troverà ad essere particolarmente critico nei confronti della sempre più accentuata centralizzazione del potere federale e delle relative restrizioni temporanee alle libertà civili assunte direttamente da Lincoln. In ultima analisi fu un fiero avversario dell'emancipazione e dell'abolizionismo negli Stati Uniti d'America, così come questa stava profilandosi all'orizzonte. 

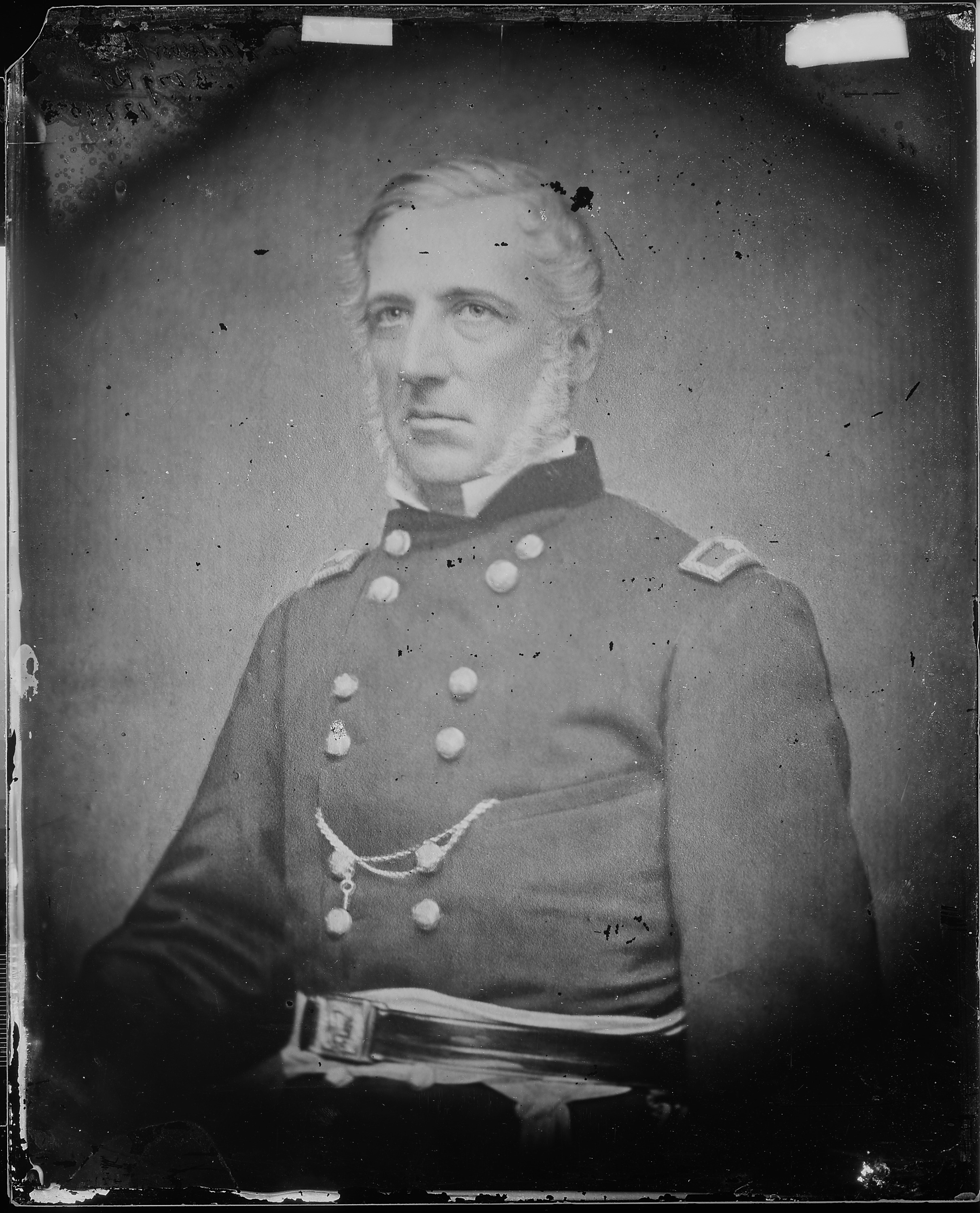
James Samuel Wadsworth in divisa da generale.

Nel 1862 Seymour riuscirà ad essere rieletto nuovamente, sconfiggendo il candidato Repubblicano James Samuel Wadsworth; nella sua qualità di governatore del più vasto Stato dell'Unione diverrà il più valido ed uno dei principali oppositori del presidente per i successivi due anni. Contrasterà fermamente l'intromissione - a suo dire - delle truppe federali in occasione dei disordini di New York.

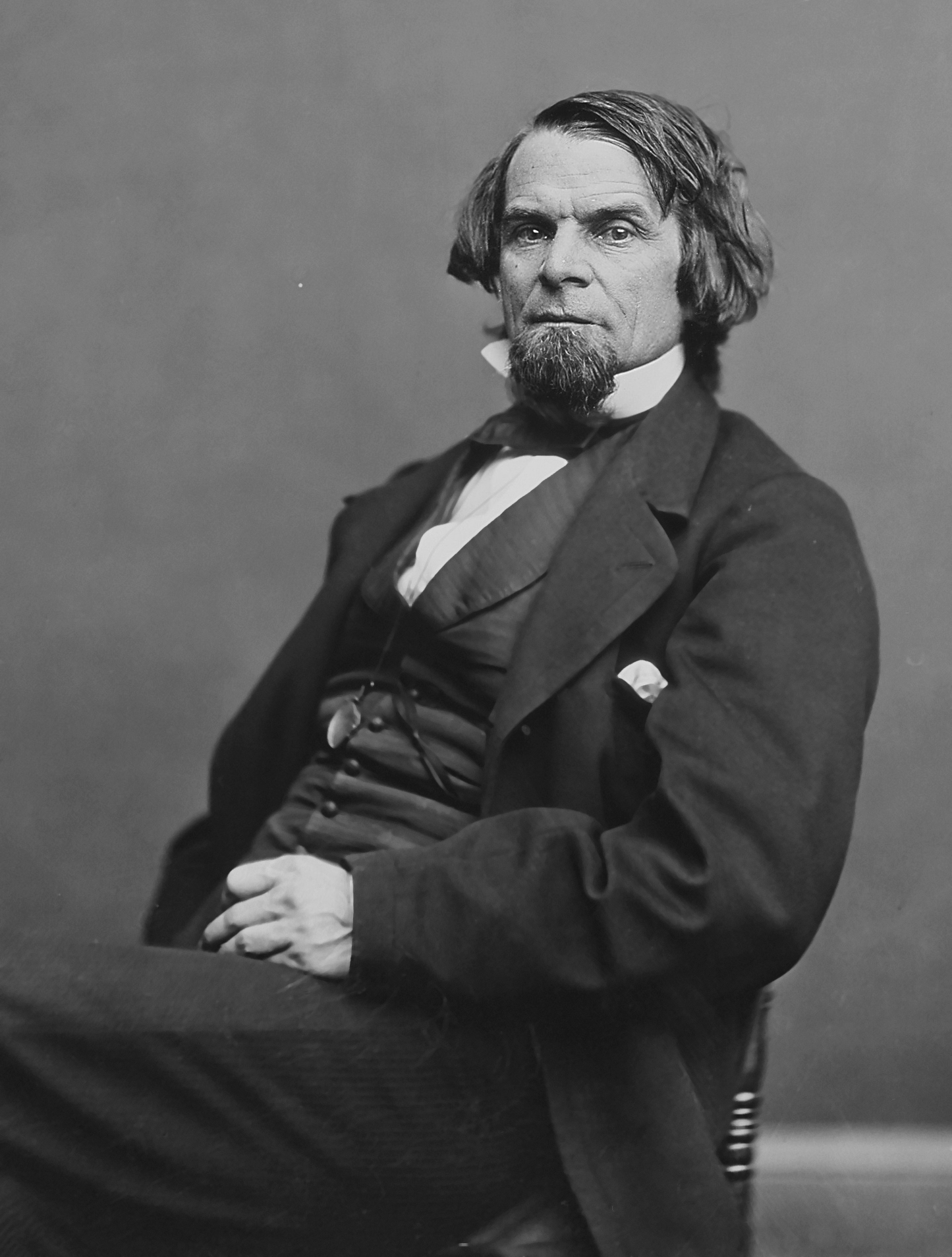
Alfred Ely in una foto di Mathew B. Brady.

Alfred Ely, presidente del comitato della Camera dei Rappresentanti per l'assegnazione delle pensioni d'invalidità, fu tra i primi deputati statunitensi a venire catturato dal Confederate States Army quando lui assieme ad altri spettatori civili vennero fatti prigionieri a seguito della prima battaglia di Bull Run. Trascorrerà così 6 mesi in una prigione sudista prima di venire scambiato con altri prigionieri sudisti e quindi rilasciato.

L'industriale e uomo d'affari William Earl Dodge.

Tra il 1861 e il 1862 l'ex senatore Hamilton Fish si trovò associato a John Adams Dix, William Maxwell Evarts, William Earl Dodge, Alexander Turney Stewart, John Jacob Astor I e ad altri newyorkesi nel comitato di difesa dell'Unione; insieme collaborarono con il governo statale nella raccolta e nell'equipaggiamento delle truppe, giungendo a sborsare oltre $ 1 milione per il soccorso da dare ai volontari e alle loro famiglie.
Poco più tardi diversi uomini d'affari e politici aiuteranno a fondare la "Union League", un'organizzazione filo-governativa e pro-Lincoln la quale contribuirà in una maniera cospicua a finanziare i Repubblicani così come i gruppi di soccorso caritatevoli come la United States Sanitary Commission.
Durante la Campagna di Gettysburg del 1863, nonostante le sue forti divergenze politiche con il Governatore della Pennsylvania Andrew Gregg Curtin, Seymour invierà quantità significative di miliziani statali ad Harrisburg con l'intento di portare l'aiuto necessario nel respingere l'invasione dell'Armata Confederata della Virginia Settentrionale di Robert Edward Lee.

Il primo soldato dell'Union Army rimasto ucciso sul suolo della Pennsylvania, il caporale William H. Rihl, serviva in una Compagnia assegnata alla 1st New York Cavalry.

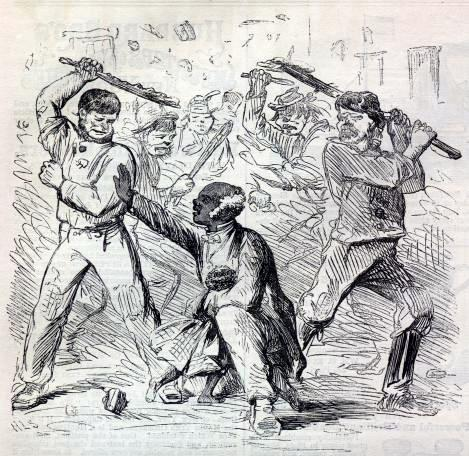
I disordini di New York in un'illustrazione di Harpers Weekly.

### Effetti dei disordini di New York
Nel corso dei disordini di New York esplosi nel luglio del 1863 120 civili rimasero uccisi e oltre 2.000 feriti in modo più o meno grave; gli scontri inoltre provocarono danni alla proprietà privata e pubblica per circa $ 1.000.000. A ciò si associò anche un forte Movimento che reclamava il pacifismo ad oltranza, alimentato in larga parte dai Copperheads e da altri cosiddetti "Democratici della Pace".
Come diretta ed immediata conseguenza lo Stato di New York diverrà uno dei più contesi alle elezioni presidenziali del 1864: in 368.735 (50,46%) scelsero il presidente incumbent, con 361.986 (49,54%) voti che invece andarono allo sfidante Democratico nonché ex Comandante generale dell'esercito statunitense George McClellan. Alla fine però Lincoln conquisterà tutti i 33 Grandi elettori facenti parte del Collegio elettorale.
L'Assemblea legislativa newyorkese sovrintese all'approvazione del finanziamento dello sforzo bellico statale comprendendovi in esso premi e bonus, tasse di compensazione, indennità, interessi sui prestiti ed infine anche per il sostegno economico delle famiglie dei soldati ove questo si reputasse necessario. Le spese di guerra totali supereranno i $ 152 milioni.

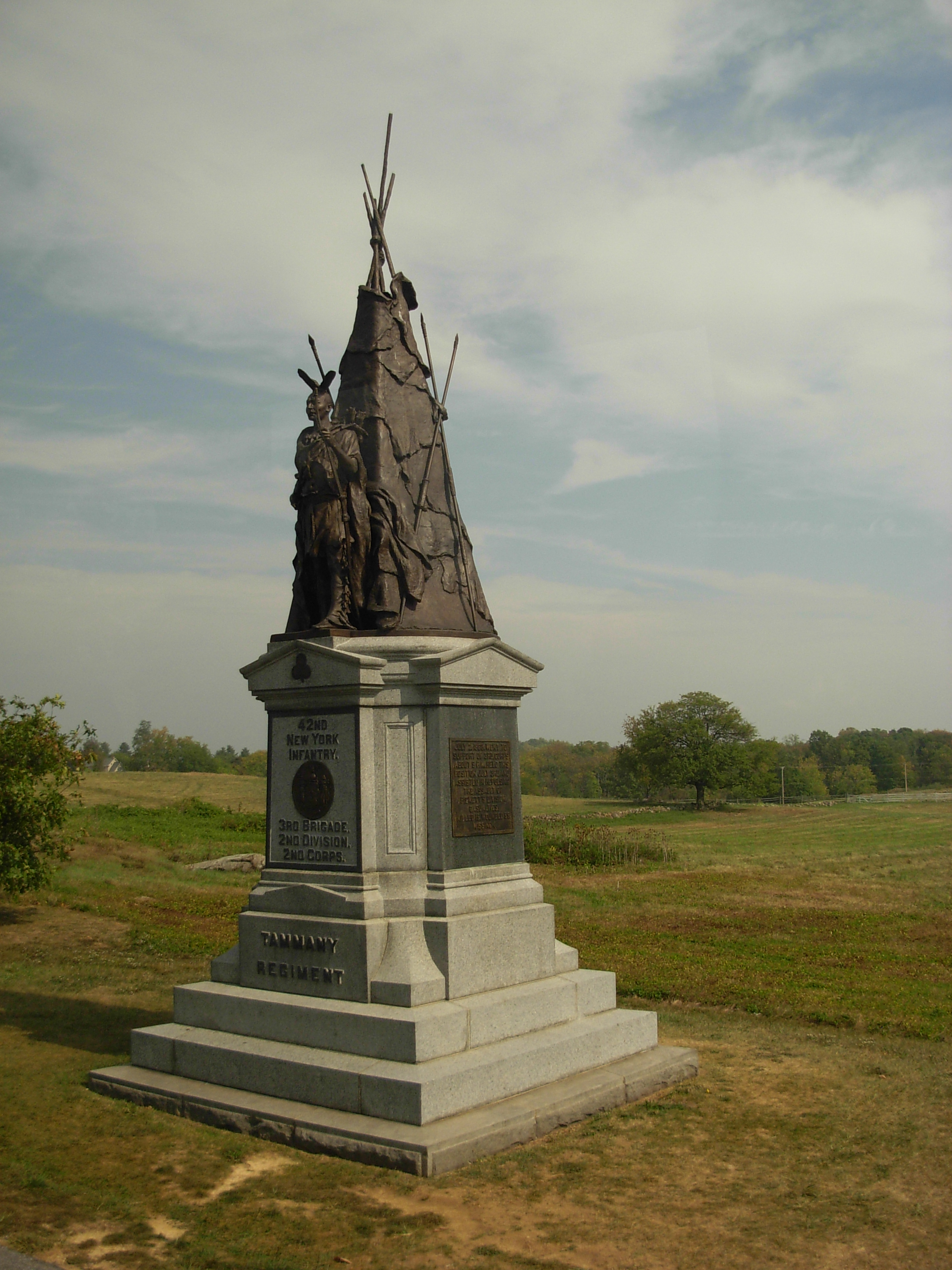
Il memoriale in onore dei caduti della 42nd New York Infantry alla battaglia di Gettysburg.

## Azioni militari
Nessuna battaglia della guerra civile venne mai combattuta entro i confini dello Stato, anche se spie confederate causeranno diversi incendi dolosi a New York, come atti intesi a terrorizzare la comunità e costruire ed ampliare il sostegno per il movimento pacifista: autentiche azioni di sabotaggio e terrorismo.
Le truppe statali saranno presenti in numero considerevole in quasi tutti i principali scontri nel quadro del Teatro Orientale; ma alcune unità militari terrestri parteciperanno anche alle maggiori campagne militari del Teatro Occidentale, sebbene in numero significativamente minore rispetto all'Est. Il newyorkese John Schofield assunse il comando dell'Armata dell'Ohio e vinse la battaglia di Franklin, infliggendo un duro colpo alle speranze confederate risposte sul Tennessee nella guerra di secessione americana.
Più di 27.000 newyorkesi combatteranno nello scontro più sanguinoso di tutta la guerra, la battaglia di Gettysburg protrattasi per tre intere giornate all'inizio di luglio del 1863. Furono 989 i soldati morti in azione, con 4.023 feriti (molti dei quali deceduti nei mesi successivi a causa di infezioni e malattie). 1.761 abitanti di New York vennero fatti prigionieri di guerra ed in larga parte trasferiti nelle prigioni militari e nei campi di prigionia meridionali. La grande battaglia del 1°-3 luglio fu la causa del maggior numero di vittime per le truppe di New York in confronto a qualsiasi altro scontro.

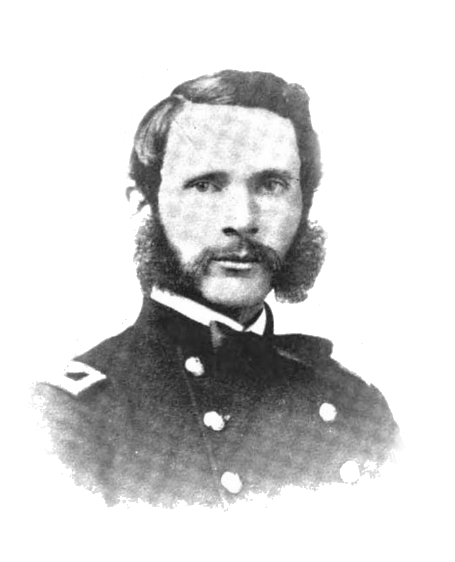
Patrick Henry O'Rorke.

Tra i numerosi ufficiali che morirono sul campo di Gettysburg (Pennsylvania) vi sarà anche il brigadier generale Samuel K. Zook, residente da lungo tempo a New York City. Il colonnello Patrick Henry O'Rorke di Rochester (New York) morirà da eroe mentre guidava la 140th New York Infantry in un'azione su Little Round Top. 

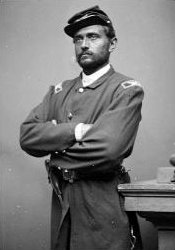
Foto del colonnello, Augustus van Horne Ellis, caduto a Gettysburg (Pennsylvania).

Un altro colonnello, Augustus van Horne Ellis, verrà invece colpito a morte nei pressi di Devil's Den il 2 di luglio; in seguito sarà commemorato con l'unica statua a grandezza naturale dedicata ad un comandante di reggimento fatta erigere sul sito della battaglia.
Nel corso di tutta la guerra New York fornirà più di 370.000 soldati ai vari eserciti unionisti; di questi 834 ufficiali furono uccisi in azione, così come 12.142 soldati arruolati. Altri 7.235 tra ufficiali e truppa periranno a seguito delle ferite subite ed altri 27.885 moriranno a causa di malattie contratte. Si stima poi che altri 7.566 siano deceduti mentre si trovavano incarcerati nei campi di concentramento sudisti.

## New York City
New York, allora la più popolosa metropoli statunitense, rappresentava una città vivace ed attiva che forniva una grande fonte di truppe, rifornimenti ed attrezzature sia per l'Union Army che per l'Union Navy. Uomini pubblici assai potenti ed editori di giornali contribuirono a formare l'opinione pubblica nei confronti dello sforzo bellico e delle politiche adottate dal presidente.

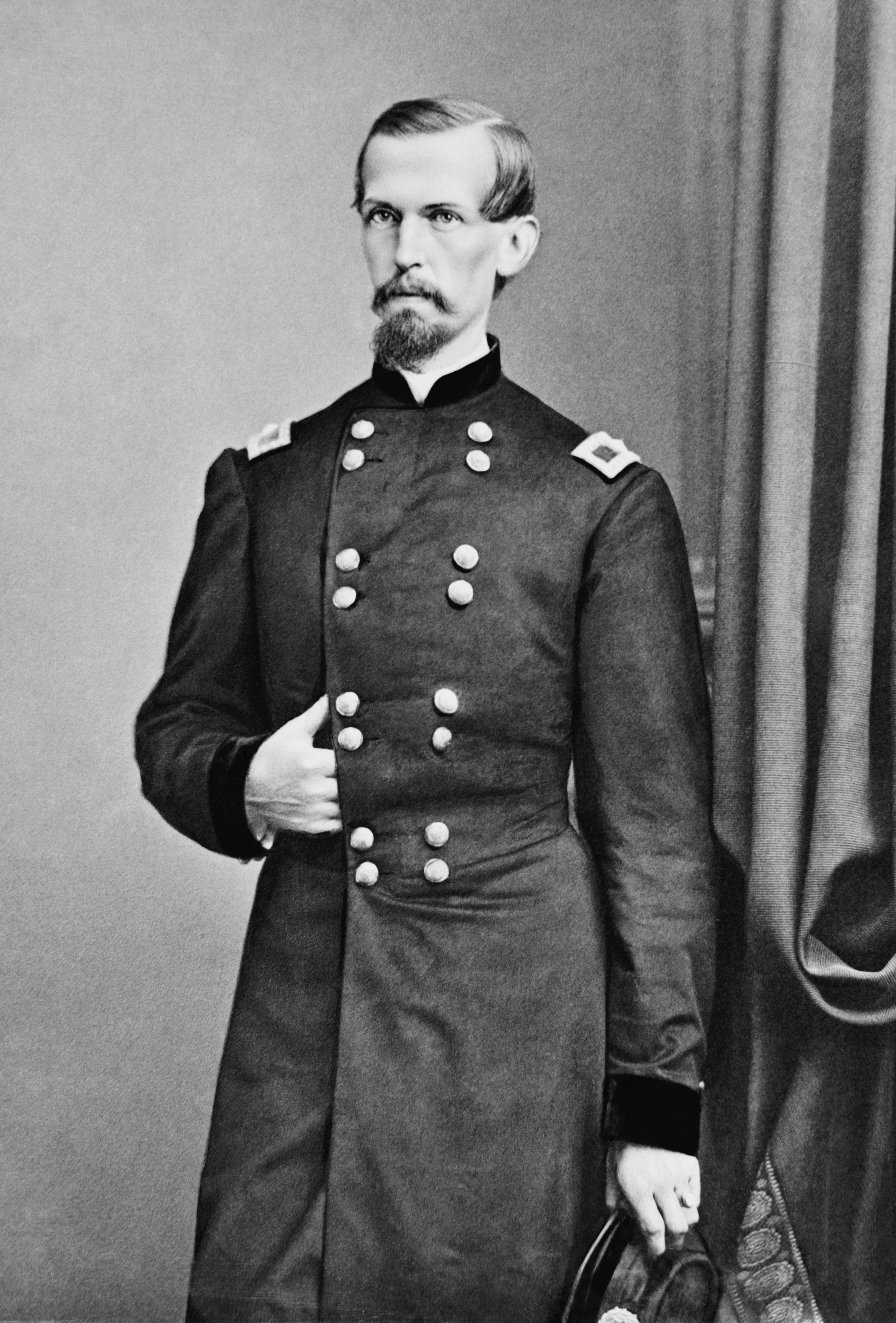
Michael Corcoran in una foto di Mathew B. Brady.

Il vasto porto di New York fungeva da fertile terreno di reclutamento per l'esercito, in quanto gli immigrati europei (principalmente irlandesi americani e tedeschi americani) molto spesso appena scesi dai trasporti dopo la traversata oceanica finivano nei luoghi di raccolta. Reclutatori professionisti come Michael Corcoran riempiranno i ruoli rimasti scoperti con migliaia di immigrati in risposta alla richiesta iniziale espressa da Lincoln per ottenere 75.000 volontari.
Politicamente i massimi gangli politici cittadini rimasero dominati dai Democratici, molti dei quali sotto un apparato conosciuto come Tammany Hall. Guidati da William "Boss" Tweed ottennero numerose cariche ed uffici e perfino il seggio legislativo senatoriale e quello giudiziario, spesso e volentieri utilizzando metodologia ben poco ortodosse quando non del tutto illegali.
Nel decennio 1860-70 Tweed mantenne sotto il proprio stretto controllo la maggior parte delle nomine democratiche della città, mentre i Repubblicani tendevano ad essere più diffusi nelle regioni più settentrionali dello Stato.

### Tumulti del 1863

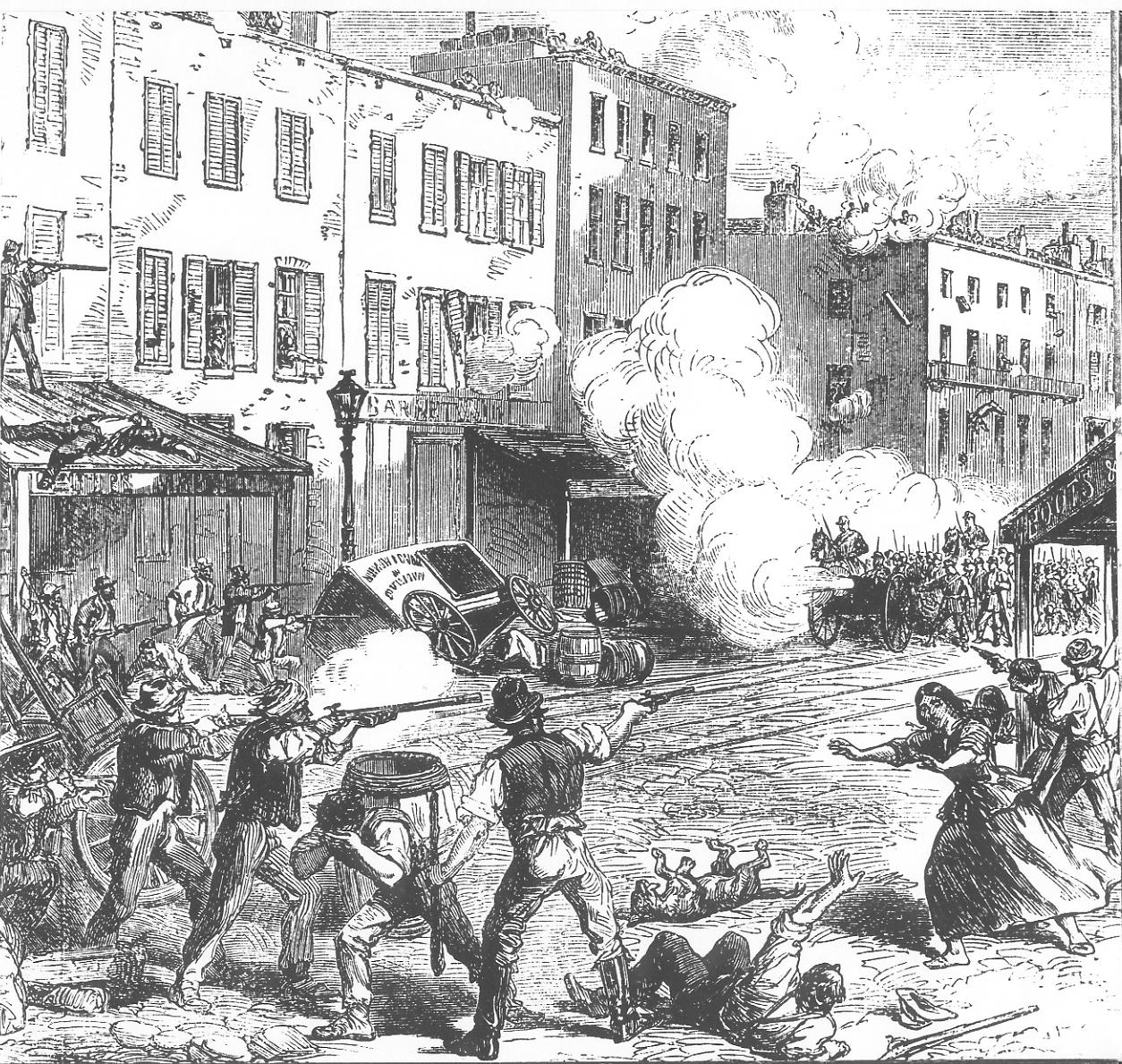
Sparatorie nelle strade durante i disordini di New York.

I forti legami commerciali della città con il Sud (compreso, fino a poco tempo addietro, anche il commercio degli schiavi), la sempre più crescente popolazione costituita da immigrati e la rabbia scatenatasi nei confronti del tentativo di coscrizione obbligatoria messa in atto dal governo portò ulteriormente a dividere le simpatie dei residenti.
Il tutto culminerà con i disordini di New York, uno dei peggiori episodi di sommossa popolare dell'intera Storia degli Stati Uniti d'America. La settimana tra l'11 e il 16 di luglio all'epoca era conosciuta come "Draft Week", da cui il nome di "Draft Riots".
Molti cittadini rimasero sconvolti dalle nuove legislazioni fatte approvare dal Congresso ed atte all'arruolamento degli uomini da mandare a combattere sul fronte di una guerra la quale per ampi strati popolari rimaneva del tutto impopolare. I conseguenti disordini furono la più grande insurrezione civile nella storia americana, a parte la secessione.
La presidenza di Abraham Lincoln si trovò costretta ad inviare diversi reggimenti della milizia e truppe di volontari per riuscire a sedare gli scontri e porre la città nuovamente sotto controllo; i rivoltosi furono migliaia e principalmente oriundi originari irlandesi.
Rivolte, seppur su scala minore, scoppiarono anche in altri centri urbani del Nord, comprese città dello Stato, all'incirca nello stesso periodo; proteste si verificheranno in decine di città, ma poche hanno raggiunto il livello di una rivolta e nessuna di esse si è avvicinata a quelle di New York in termini di grandezza o danni.
L'esatto numero di morti ammazzati a seguito delle sparatorie rimane sconosciuto, ma secondo l'analisi storica effettuata da James M. McPherson (2001) le vittime civili furono almeno 120; le stime fatte a posteriori danno altri 2.000 feriti, con un danno totale alle proprietà di circa $ 1 milione.
Lo storico Samuel Morison ha scritto che le rivolte erano "equivalenti ad una vittoria sudista". L'assessorato al Tesoro indennizzerà in seguito non più di 1/4 dell'importo; più di 50 edifici, tra cui 2 chiese protestanti, vennero dati alle fiamme, saccheggiati e completamente distrutti. Nella giornata del 19 di agosto vi fu infine un tentativo di riprendere gli scontri.

## Leader civili e militari dello Stato
New York era lo Stato più popoloso dell'Unione al tempo dello scoppio della guerra civile, con oltre 3,5 milioni di abitanti. Come tale fornì un numero significativo di generali, ammiragli e politici di spicco nati a New York o quivi residenti da molto tempo. Seguono alcuni dei più famosi figli nativi di New York, con associati i loro luoghi di nascita:

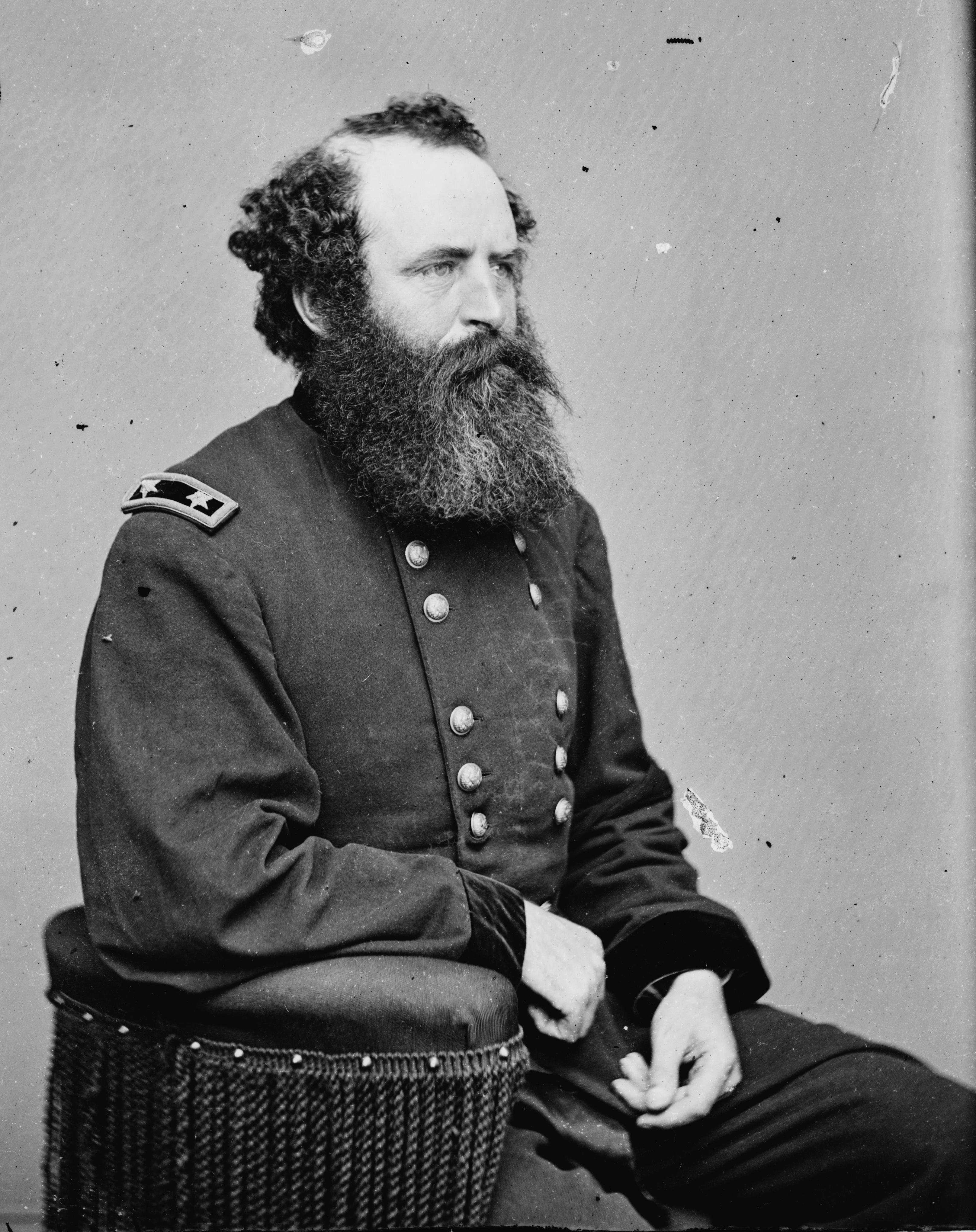
Brevetto (militare) Maggior generale Romeyn Beck Ayres, Manheim (New York)
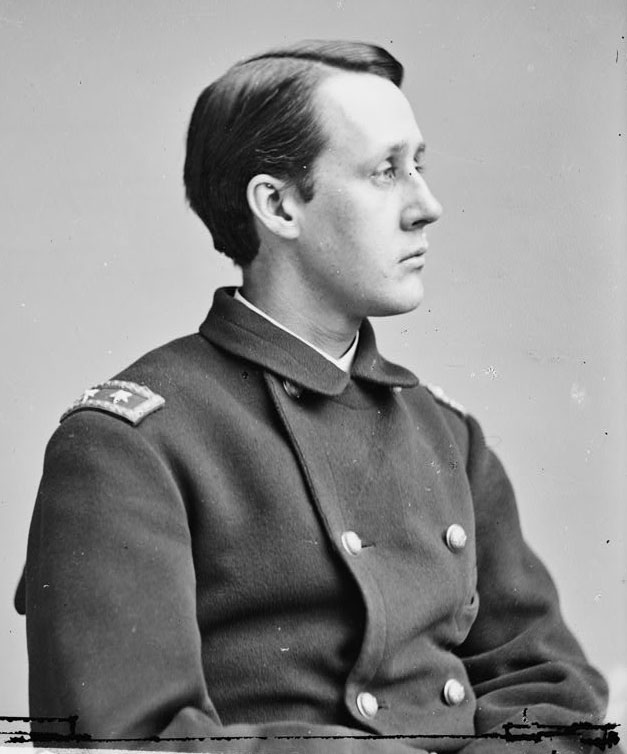
Maggior generale Francis Channing Barlow, Brooklyn
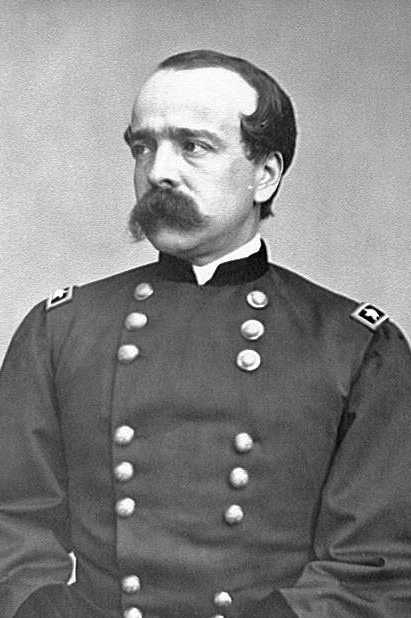
Maggior generale Daniel Adams Butterfield, Utica (New York)
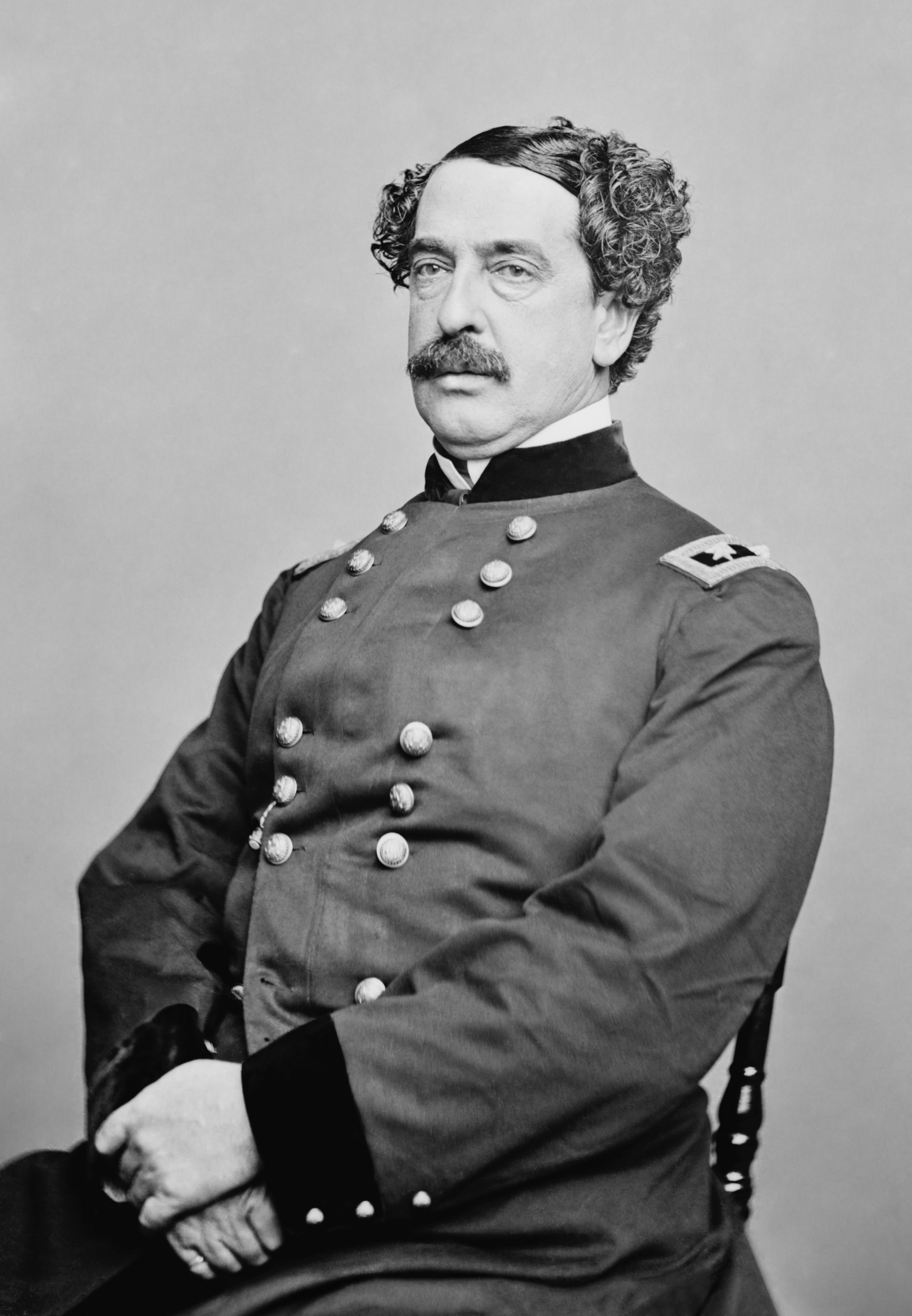
Maggior generale Abner Doubleday, Ballston Spa
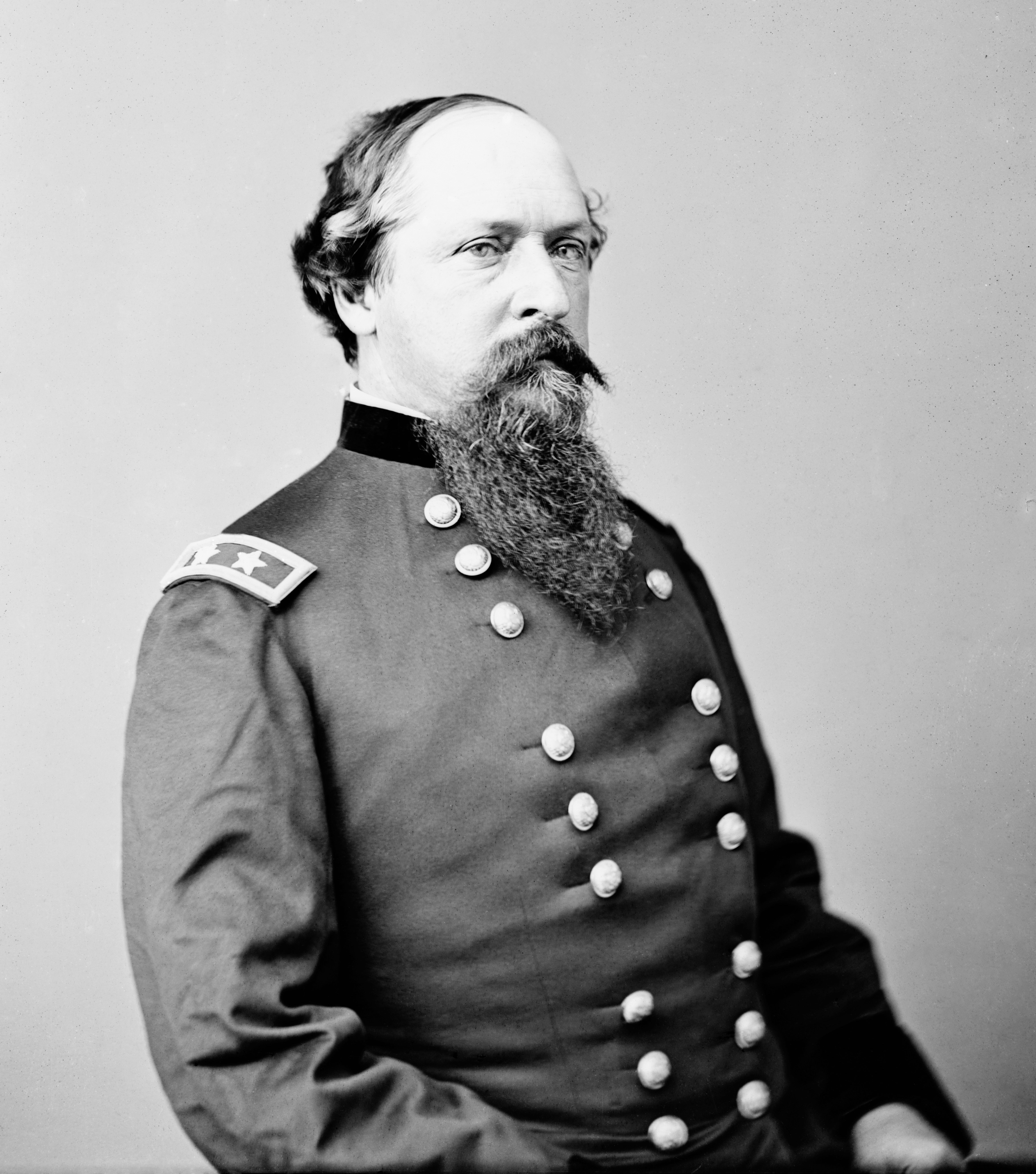
Maggior generale James Brewerton Ricketts, New York City
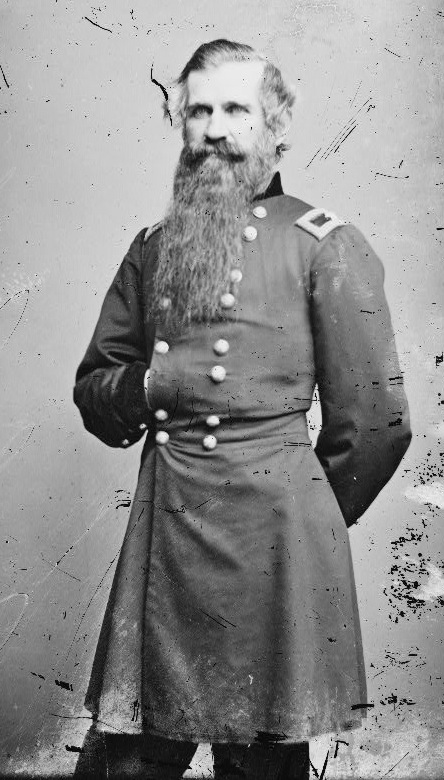
Maggior generale John Cleveland Robinson, Binghamton
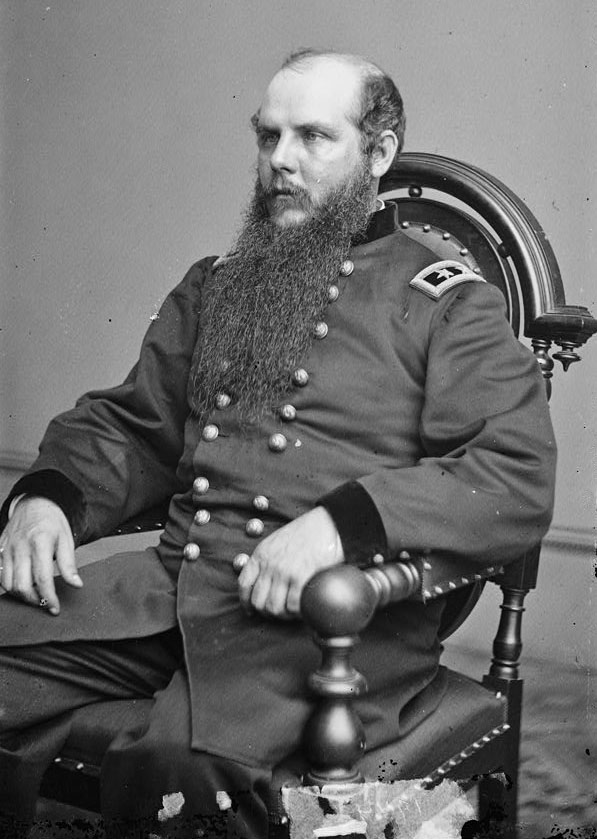
Maggior generale John Schofield, Gerry (New York)
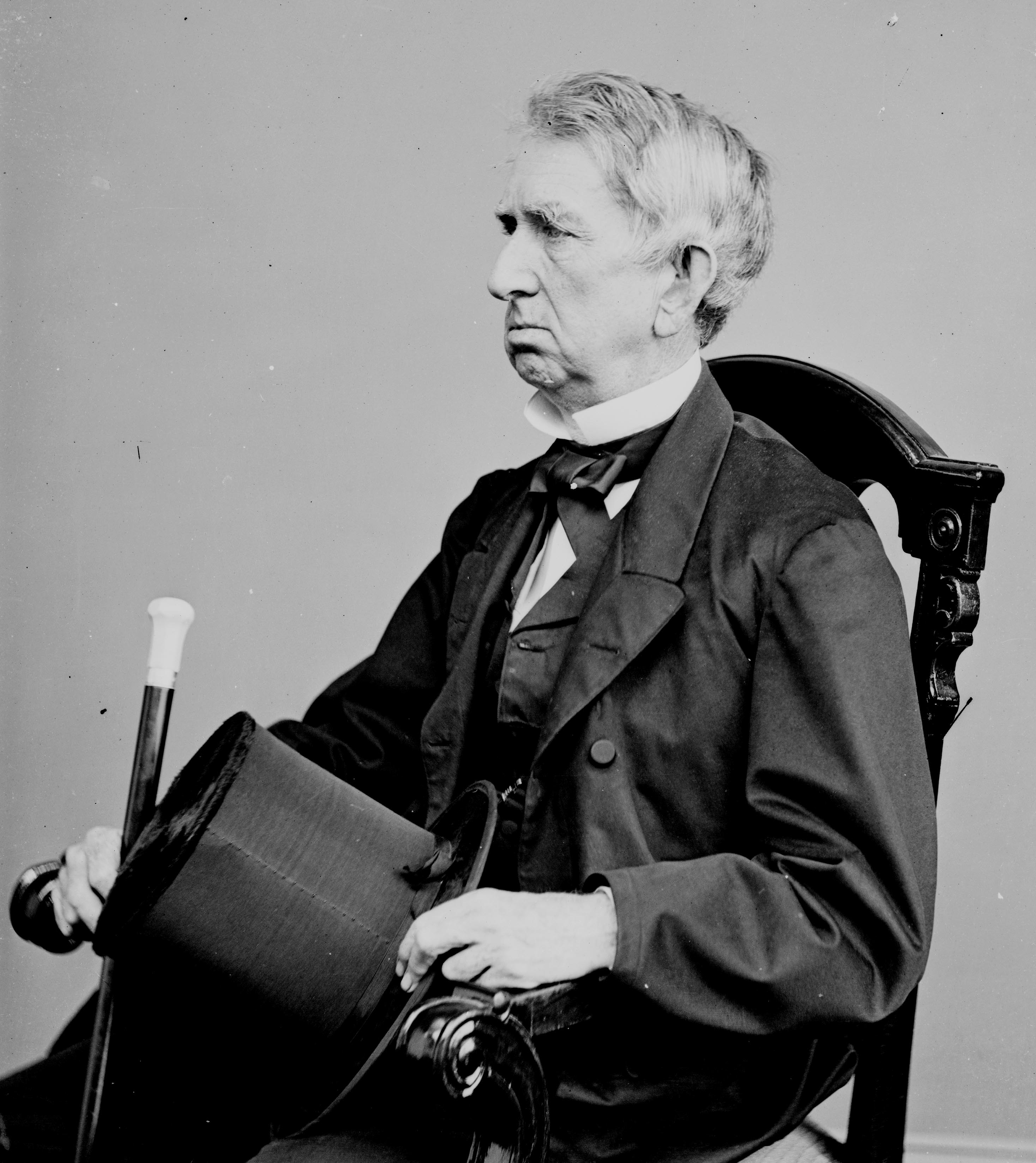
Segretario di Stato William H. Seward, Auburn (New York)
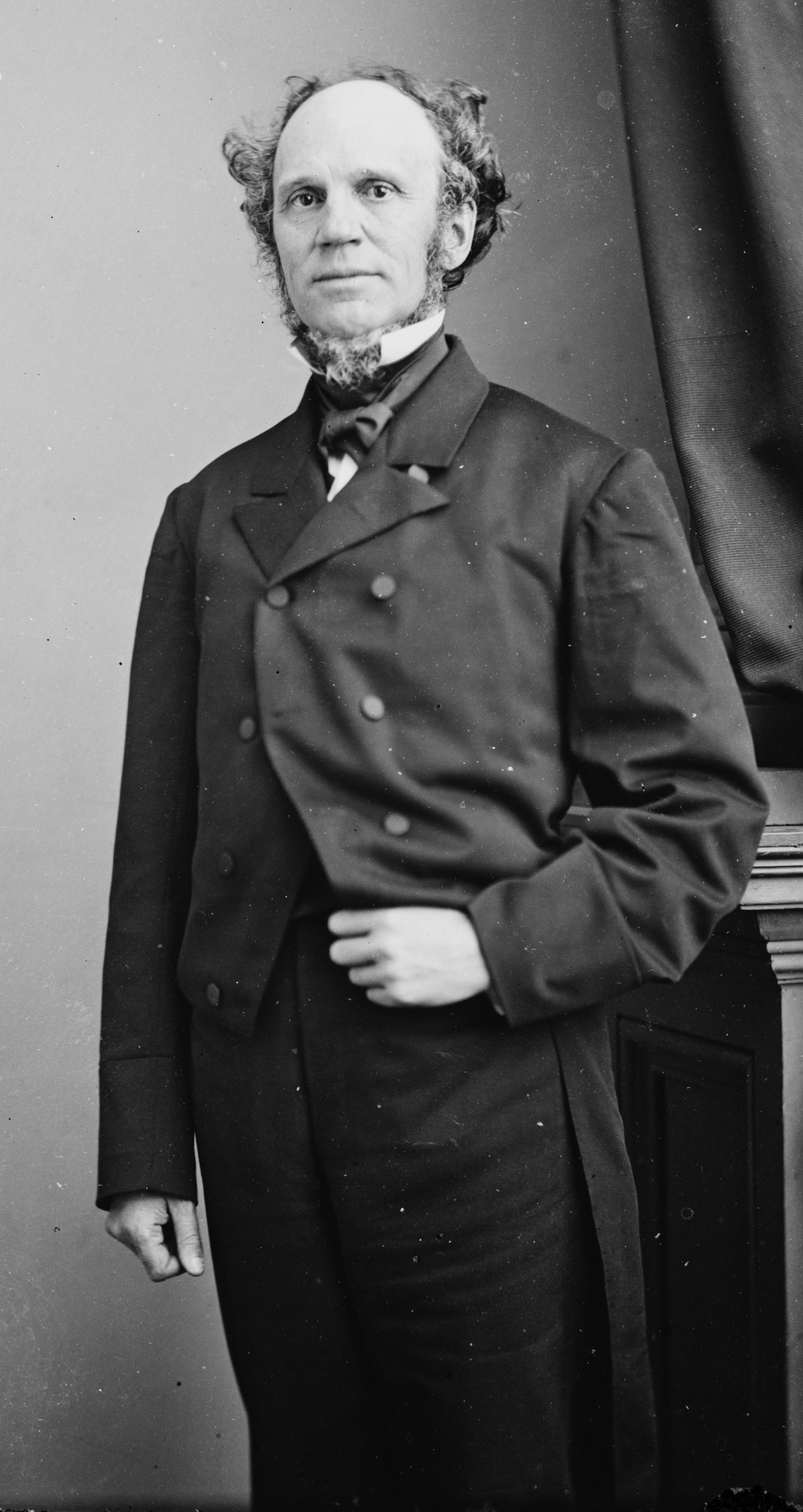
Governatore di New York Horatio Seymour, Pompey (New York)
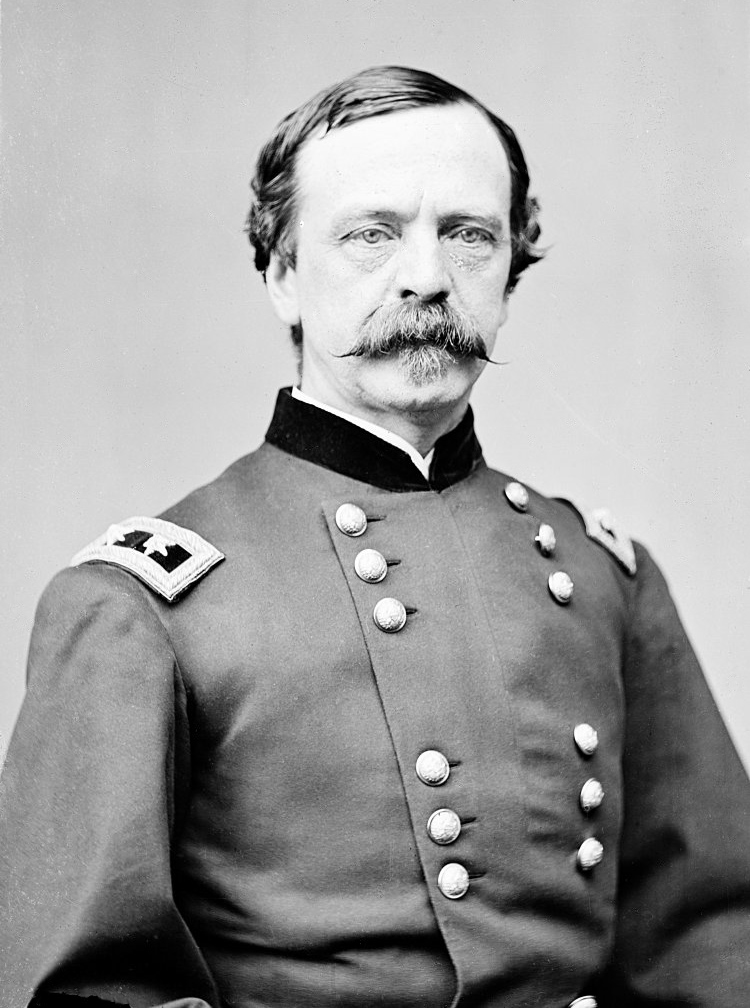
Maggior generale Daniel Edgar Sickles, New York City
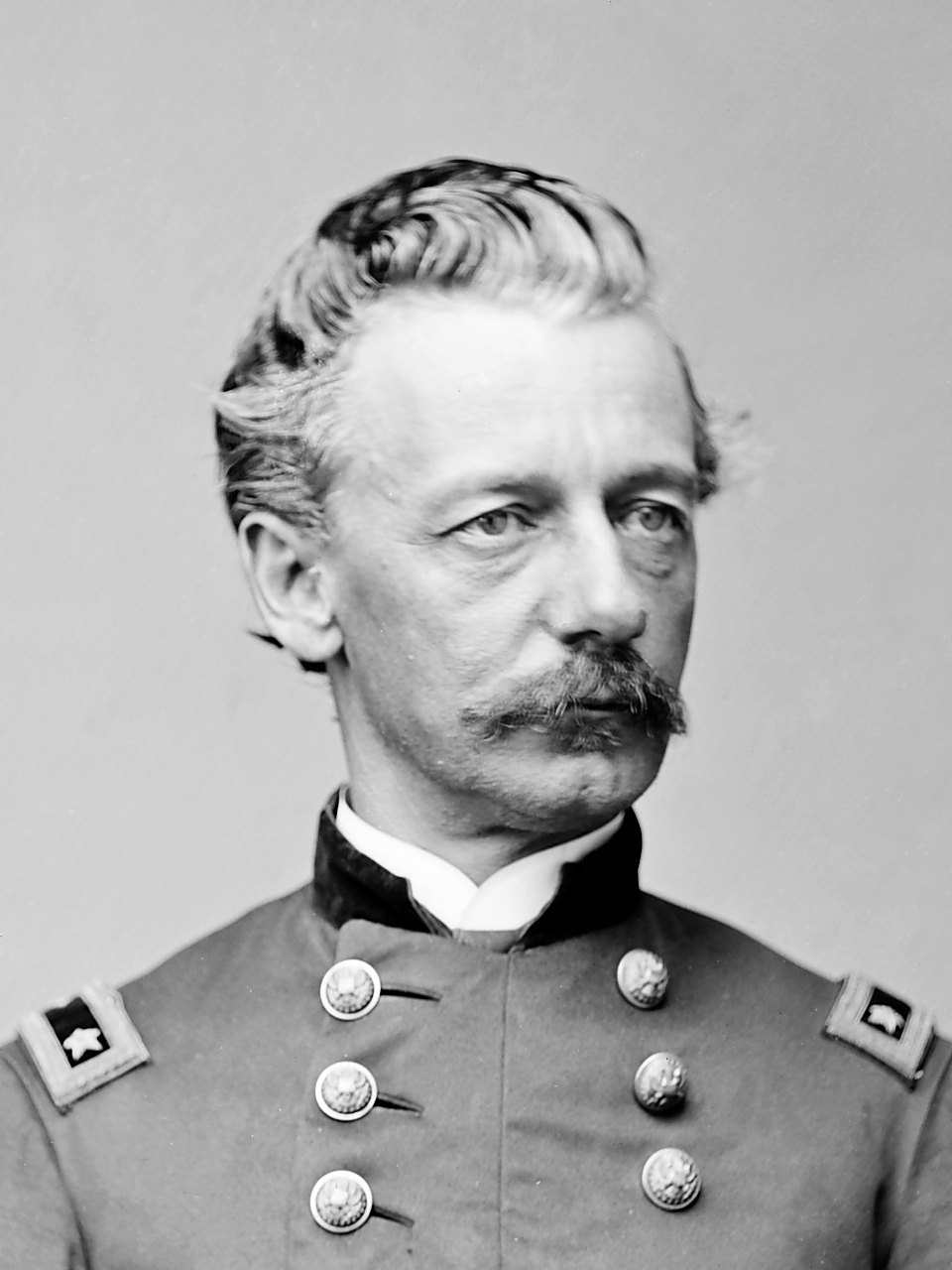
Maggior generale Henry Warner Slocum, Pompey
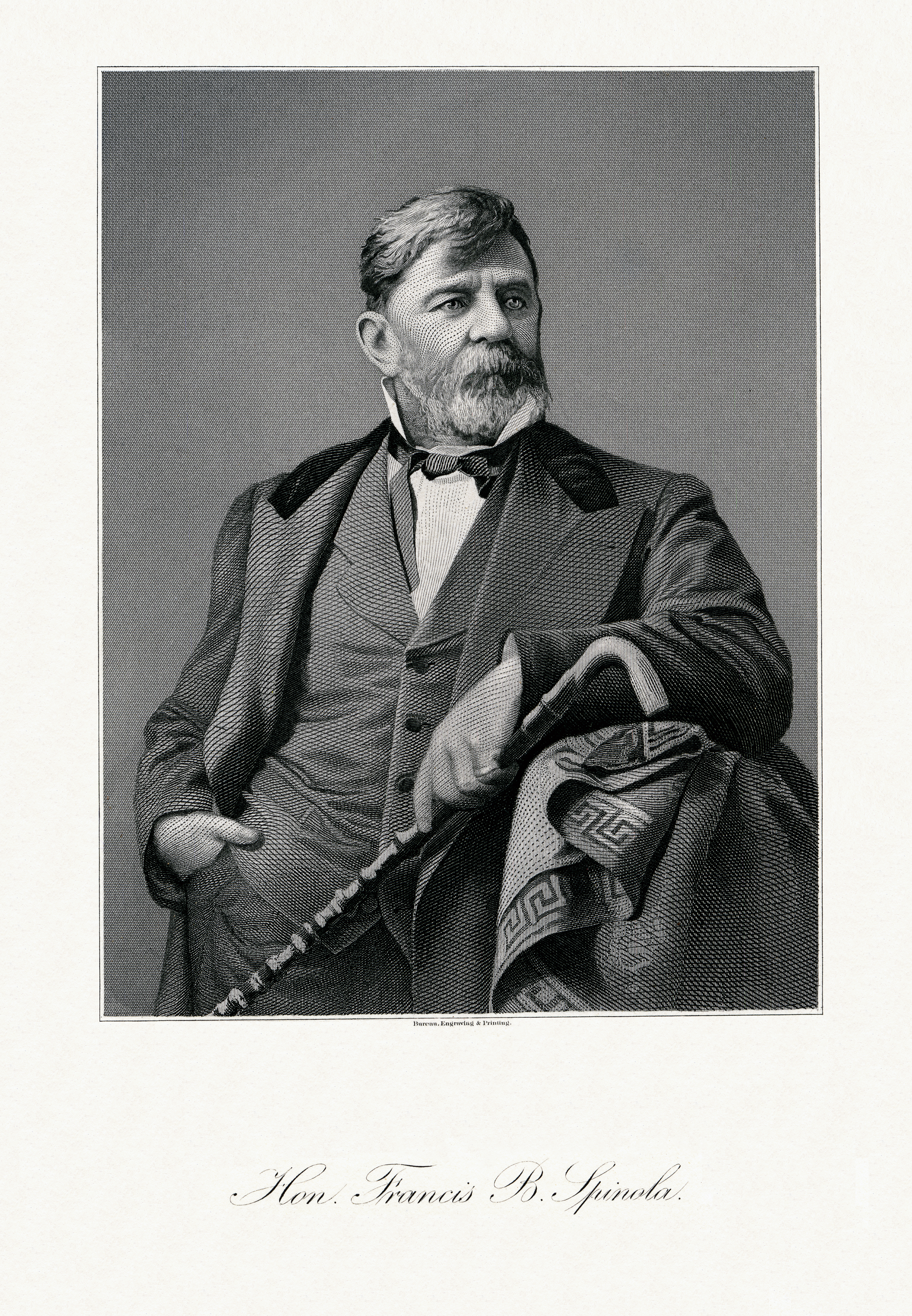
Brigadier generale Francis Barretto Spinola, Old Field
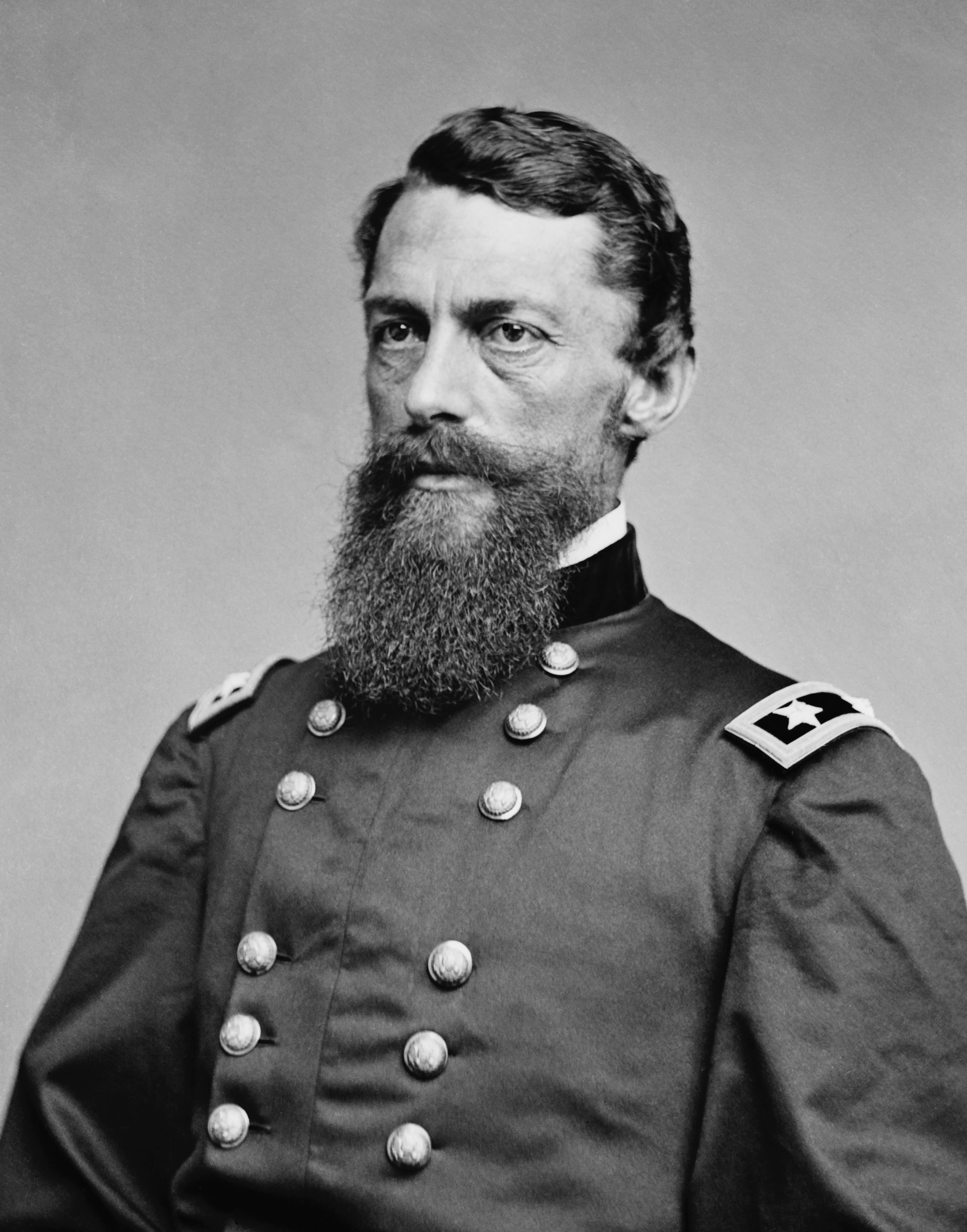
Maggior generale George Stoneman, Busti
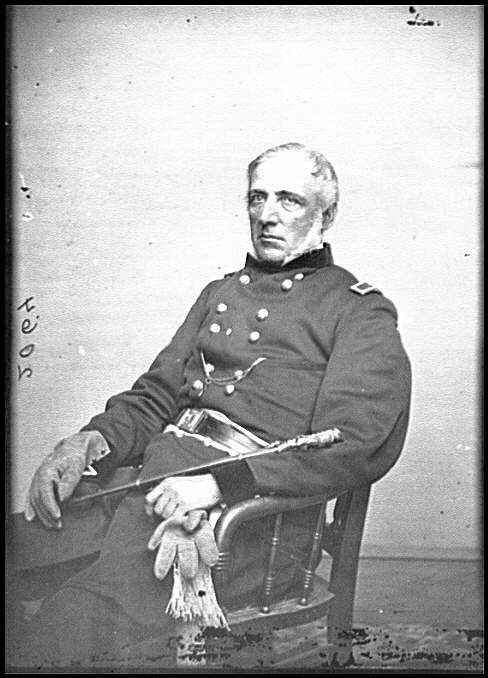
Maggior generale James Samuel Wadsworth, Geneseo (New York)
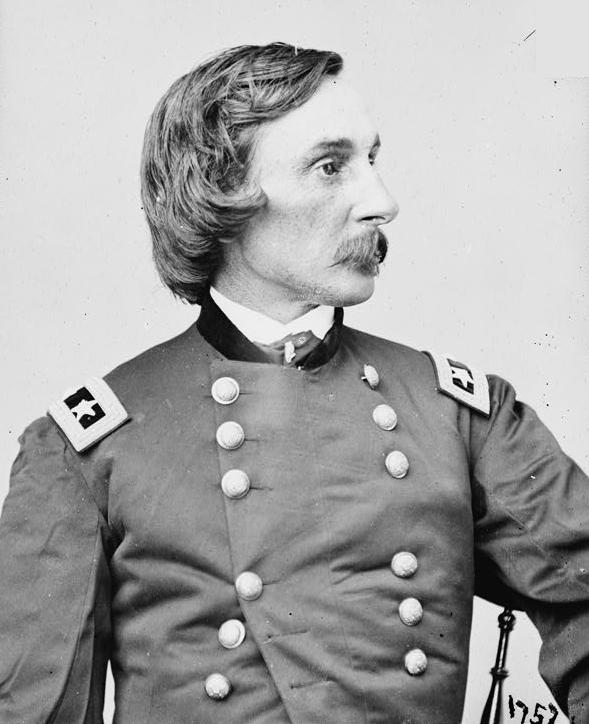
Maggior generale Gouverneur K. Warren, Cold Spring (New York)
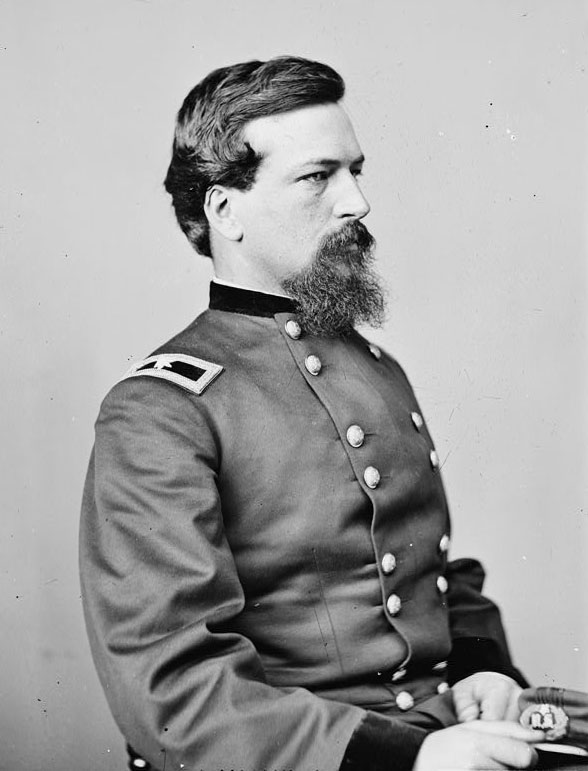
Maggior generale Alexander Stewart Webb, New York City
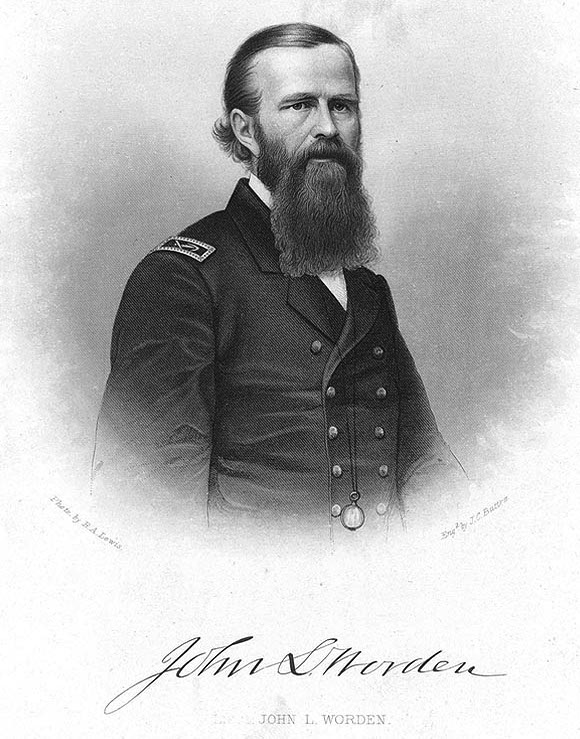
Commodoro John Lorimer Worden (Sparta (New York))

Altri notabili newyorkesi includono il fotografo di guerra Mathew B. Brady, l'artista e illustratore di origine inglese Alfred Waud, il giornalista Horace Greeley e il pittore specializzato in soggetti di combattimento Edwin Austin Forbes.
James Samuel Wadsworth, uno degli uomini più ricchi dello Stato ed ex candidato Repubblicano alla carica di governatore di New York, fu tra i generali dell'Union Army ad essere ucciso nel corso del conflitto. Altri compresero George Dashiell Bayard di Seneca Falls, Daniel Davidson Bidwell di Buffalo, David Allen Russell di Salem (New York), Stephen Hinsdale Weed di Potsdam (New York) e Thomas R. Williams di Albany (New York).

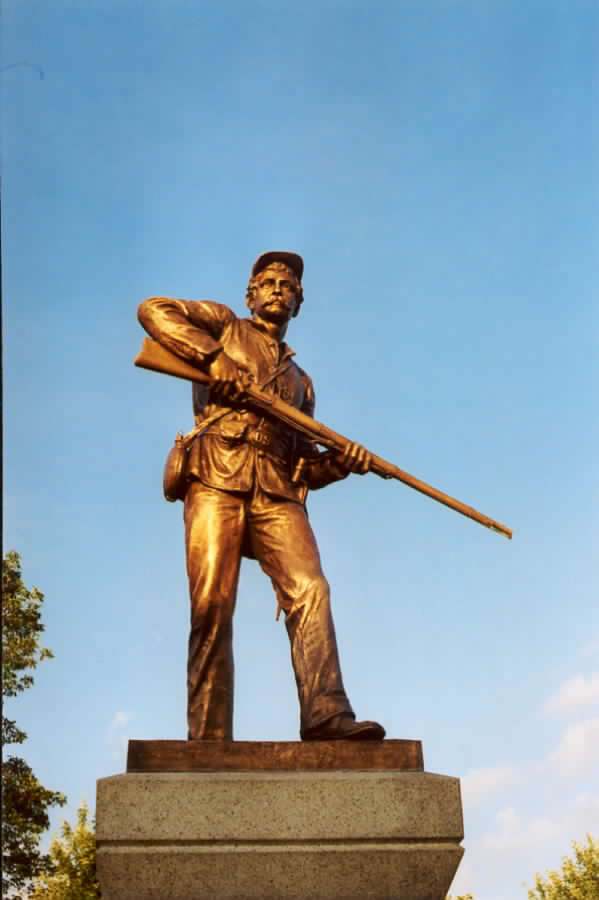
In onore della 111th New York Infantry partecipante alla battaglia di Gettysburg.